# Yesid Chará
Jessi Chará Lasso, né le 12 décembre 1991 à Puerto Tejada, est un athlète colombien, spécialiste du sprint.
Il détient en 38 s 97 le record national du relais 4 × 100 m obtenu en juin 2018 à Cochabamba.